# 델피노 페스카라 1936
델피노 페스카라 1936(Delfino Pescara 1936)은 페스카라를 연고지로 하는 이탈리아의 축구 클럽으로, 2011-12 시즌 세리에 B 우승팀이다.

## 역대 성적
- 세리에 B
  - 우승 (2회): 1986–87, 2011–12

## 선수 명단

### 현역
참고: FIFA 자격 규정에 따라 소속된 국가대표팀 국기를 표시합니다. 선수는 복수의 FIFA 비회원국 국적을 가지고 있을 수 있습니다.
| 번호 | 포지션 | 국적   | 이름                |
| ---- | ------ | ------ | ------------------- |
| 9    | FW     |        | 에두아르도 베르가니 |
| 17   | MF     |        | 게오르기 투뇨프     |
| 22   | GK     |        | 알레산드로 플리짜리 |
| 25   | DF     | 몰도바 | 코넬리우스 스테버   |

| 번호 | 포지션 | 국적 | 이름 |
| ---- | ------ | ---- | ---- |

## 역대 감독
| 감독              | 임기        |
| ----------------- | ----------- |
| 프란코 스콜리오   | 1993        |
| 델리오 로시       | 1996 ~ 1997 |
| 델리오 로시       | 2000        |
| 델리오 로시       | 2001        |
| 안토넬로 쿠쿠레두 | 2009 ~ 2010 |
| 즈데넥 제만       | 2011 ~ 2012 |
| 즈데넥 제만       | 2017 ~ 2018 |
| 즈데넥 제만       | 2023 ~      |